# Aspiorhynchus laticeps
Aspiorhynchus laticeps es una especie de peces de la familia de los
Cyprinidae en el orden de los Cypriniformes.

## Morfología
Los machos pueden llegar alcanzar los 61 cm de longitud total.

## Alimentación
Come peces e insectos acuáticos.

## Reproducción
Es ovíparo.

## Hábitat
Es un pez de agua dulce y de clima templado.

## Distribución geográfica
Se encuentran en Asia: río Yarkant y lago Boston (Xinjiang, la China ).